# Matthew Holness
Matthew James Holness (Whitstable, 1975) es un comediante, actor, director de cine y escritor británico, reconocido por ser el creador e intérprete del autor de terror ficticio Garth Marenghi y por su participación en producciones de cine y televisión como Cemetery Junction, The Office, Toast of London y La maldición de Bly Manor.

## Filmografía

### Cine
| Año  | Título            | Papel             | Notas               |
| ---- | ----------------- | ----------------- | ------------------- |
| 2005 | Festival          | Roger             |                     |
| 2010 | Cemetery Junction | Líder de la banda |                     |
| 2011 | A Gun for George  | Terry Finch       | Director y escritor |
| 2018 | Possum            |                   | Director y escritor |

### Televisión
| Año  | Título                       | Papel                                  | Notas                 |
| ---- | ---------------------------- | -------------------------------------- | --------------------- |
| 2000 | Bruiser                      | Varios                                 | 6 episodios           |
| 2002 | The Office                   | Simon                                  | 1 episodio            |
| 2004 | Garth Marenghi's Darkplace   | Garth Marenghi / Dr. Rick Dagless M.D. | 6 episodios           |
| 2005 | Casanova                     | Landlord                               | 1 episodio            |
| 2006 | Time Trumpet                 | Él mismo                               | 6 episodios           |
| 2006 | Man to Man with Dean Learner | Varios                                 | 6 episodios           |
| 2009 | Free Agents                  | Dan Mackey                             | 6 episodios           |
| 2011 | Friday Night Dinner          | Chris                                  | 1 episodio            |
| 2011 | Life's Too Short             | Ian Wold                               | 3 episodios           |
| 2012 | Playhouse Presents           |                                        | 1 episodio            |
| 2014 | Toast of London              | Max Gland                              | 1 episodio            |
| 2016 | Smutch                       | Oswin                                  | Corto para televisión |
| 2017 | Back                         | Laurie                                 | 4 episodios           |
| 2019 | Year of the Rabbit           | Héctor de Bulgaria                     | 1 episodio            |
| 2020 | The Haunting of Bly Manor    | Dominic Wingrave                       | 2 episodios           |